# Georg Danckwardt
Carl Gustaf Georg Danckwardt, född 15 juni 1919 i Söderköping, död 18 mars 2011, var en svensk jurist som var lagman i Norrköpings tingsrätt från 1983 till 1986.
Danckwardt blev juris kandidat vid Stockholms högskola 1943 och genomförde sin tingstjänstgöring 1943–1946 innan han blev fiskal i Göta hovrätt 1946. Han blev rådman i Norrköpings rådhusrätt 1964, chefsrådman i Norrköpings tingsrätt 1971 och var lagman där 1983–1986. 
Danckwardt var son till direktör Einar Danckwardt och hans maka Signhild, född Ridderstad. Han var från 1947 gift med Kerstin, född Hallberg 1923.